# 小行星7132
小行星7132（7132 Casulli）是一颗绕太阳运转的小行星，为主小行星带小行星。该小行星于1993年9月17日发现。

## 轨道参数
小行星7132的轨道半长轴为2.3083557 UA，离心率为0.210。